# Aurapteno
Aurapteno es un producto natural bioactivo monoterpeno cumarina éter. Fue aislado por primera vez de los miembros del género Citrus.
Aurapteno ha mostrado un efecto notable en la prevención de enfermedades degenerativas . Muchos estudios han reportado el efecto de auraptene como agente de quimioprevención contra el cáncer de hígado, piel, lengua, esófago y colon en modelos de roedores. El efecto en los seres humanos no es todavía conocido.